# ミハイル・パレオロゴス (東ローマ皇子)
ミハイル・パレオロゴス（Μιχαήλ Παλαιολόγος, Michael Palaiologos, 1351年? - 1376年）は、東ローマ帝国皇帝ヨアニス5世パレオロゴスの第三子、トラキア・ザゴラ専制公（在位：1371年 - 1376年）。古典式慣例表記ではミカエル・パレオロゴス。

## 生涯
波乱の時代を生きた皇帝の息子であるが、政治的に重要な地位を占めることもなく早世若死したため、記録が少ない。生年月日も明確ではないが、次兄マヌイル2世が1350年生まれであることは確実なのでその翌年、1351年前後であろうと考えられている。また、名前をディミトリオス（デメトリオス）と記す史書もある。
1371年、父ヨアニス5世はミハイルを黒海西岸の帝国領ザゴラ地方（中心都市はメシンヴリア）に行政官として派遣する。この地域は当時帝国とブルガリア帝国、オスマン朝との間で係争地となっており、ミハイルは国防強化の任務を帯びることになった。1373年に外交使節としてトレビゾンド帝国に派遣されるが、特に成果を上げることもなく短期間で帰国した。彼は任地でブルガリア人豪族ドブロティツァの娘と結婚したが、間もなく妻の兄弟によって暗殺されてしまった。
（本項目の表記は中世ギリシア語の発音に依拠した。古典式慣例表記については各リンク先の項目を参照）